# Straškov-Vodochody
Straškov-Vodochody è un comune della Repubblica Ceca facente parte del distretto di Litoměřice, nella regione di Ústí nad Labem.